# Зуенко, Юрий Васильевич
Юрий Васильевич Зуенко (18 февраля 1958, Львов — 18 сентября 2020) — советский и российский тренер по лёгкой атлетике. В 1980—2020 годах работал тренером в спортивных организациях Санкт-Петербурга, личный тренер нескольких титулованных спортсменов международного уровня, в том числе среди его воспитанников Екатерина Бахвалова, Люкман Адамс, Людмила Михайлова, Максим Александренко, Людмила Березина и др. Заслуженный тренер России.

## Биография
Юрий Зуенко родился 18 февраля 1958 года во Львове, Украинская ССР.
В молодости серьёзно занимался лёгкой атлетикой, учился в Школе-интернате № 62 спортивного профиля в Ленинграде, выполнил норматив мастера спорта СССР.
В 1980 году окончил Государственный институт физической культуры имени П. Ф. Лесгафта и затем в течение многих лет работал тренером по лёгкой атлетике. С сентября 1993 года — тренер-преподаватель Спортивной школы олимпийского резерва по лёгкой атлетике и фехтованию Выборгского района Санкт-Петербурга.
За долгие годы тренерской деятельности подготовил ряд титулованных спортсменов международного класса. Среди наиболее известных его воспитанников:
- Екатерина Бахвалова — чемпионка мира, призёрка чемпионатов Европы.
- Люкман Адамс — бронзовый призёр чемпионата мира в помещении, чемпион Европы среди юниоров.
- Людмила Михайлова — победительница Кубка Европы, призёрка всероссийских первенств.
- Максим Александренко — бронзовый призёр Универсиады, чемпион России.

Дочь Людмила Березина (Зуенко) — так же добилась больших успехов как легкоатлетка.
За выдающиеся достижения на тренерском поприще удостоен почётного звания «Заслуженный тренер России».
Умер в результате тяжёлой болезни 18 сентября 2020 года в возрасте 62 лет.